# Jon Octeus
Jonathan Wesley Octeus, detto Jon (Miami, 23 ottobre 1991), è un cestista statunitense.